# Пугачовська сільська рада (Федоровський район)
Пугачо́вська сільська рада (рос. Пугачёвский сельский совет) — муніципальне утворення у складі Федоровського району Башкортостану, Росія. Адміністративний центр — село Юрмати.

## Населення
Населення — 721 особа (2019, 767 в 2010, 822 в 2002).

## Склад
До складу поселення входять такі населені пункти:
| Населений пункт   | Населення, осіб (2002) | Населення, осіб (2010) |
| ----------------- | ---------------------- | ---------------------- |
| Львівка, присілок | -                      | 18                     |
| Юрмати, село      | 748                    | 749                    |